# جون ر. هانسن
جون ر. هانسن (بالإنجليزية: John R. Hansen)‏ هو سياسي أمريكي، ولد في 24 أغسطس 1901 في مانينغ في الولايات المتحدة، وتوفي في 23 سبتمبر 1974 في دي موين في الولايات المتحدة. حزبياً، نشط في الحزب الديمقراطي. وقد انتخب عضو مجلس النواب الأمريكي.